# Осада Силистрии (1854)

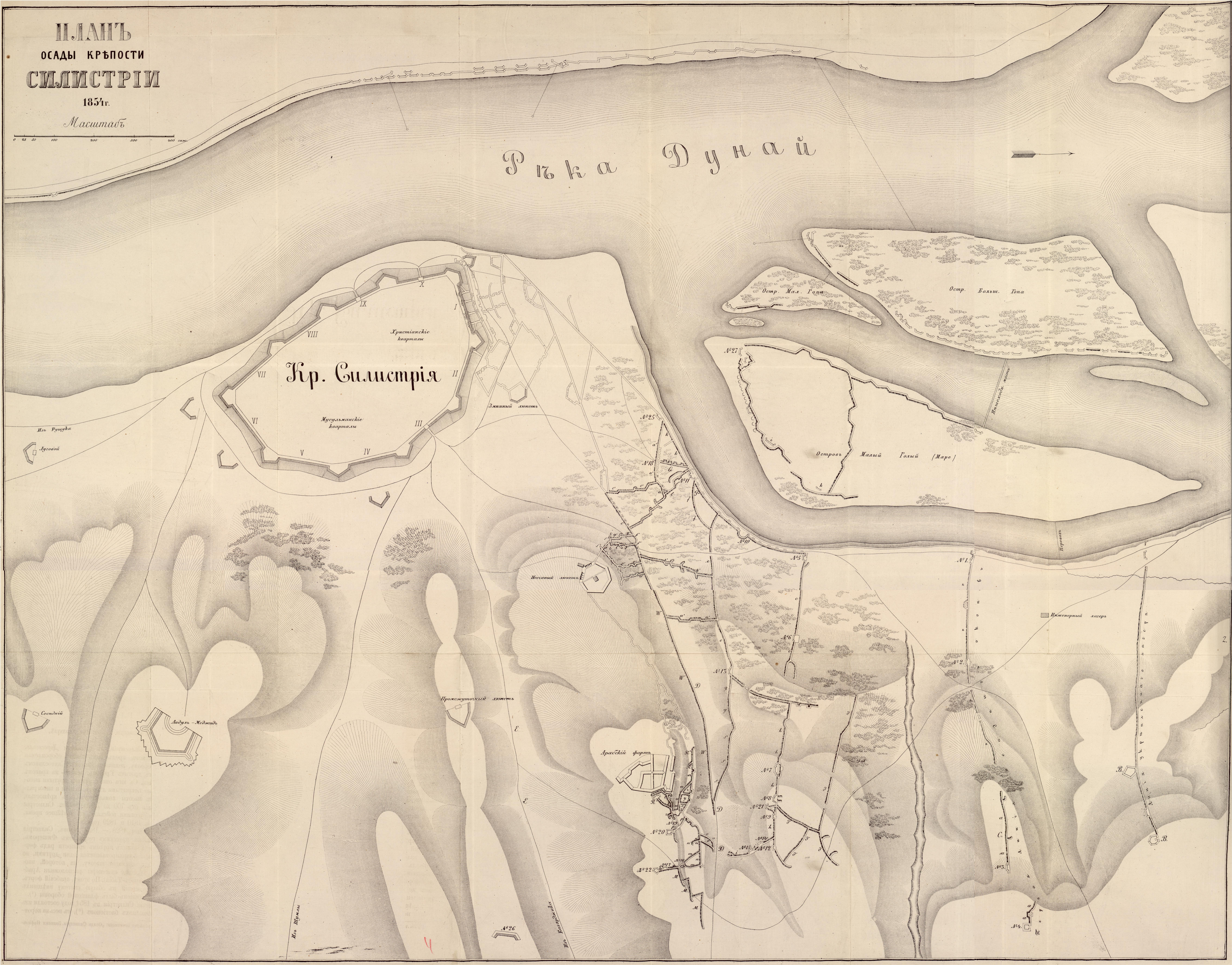
План осады Силистрии

Осада Силистрии (тур. Silistre Kuşatması) — неудачная попытка русской императорской армии захватить турецкую крепость Силистрия (сейчас Силистра, Болгария), продолжавшаяся с 24 марта [5 апреля] по 12 [24] июня 1854 года в рамках Дунайской кампании в ходе Крымской войны.
В период осады основные русские силы противостояли лишь войскам Османской империи, поскольку армии Франции и Великобритании ещё не прибыли на театр военных действий. Несмотря на длительную осаду, русской армии пришлось отказаться от взятия крепости из-за политического давления Австрии и вернуться на северный берег Дуная.

## Предыстория
Весной 1854 года после зимнего затишья в военных действиях русская армия предприняла наступление на территорию Османской империи. На Дунайском театре часть русских войск численностью 45 тысяч человек под руководством генерала Лидерса перешла из Бессарбии в Добруджу, чтобы занять там ряд опорных пунктов. К началу апреля они были на месте Стены Траяна, в 30 милях от Силистрии. Тем временем основные силы русской армии под руководством генерала-адъютанта князя  М. Д. Горчакова продвинулись дальше, чтобы осадить саму крепость Силистрия, которая была хорошо укреплена и имела турецкий гарнизон в 20 тысяч человек.

## Осада
В 1854 году крепость Силистрия была укреплена внутренней цитаделью и кольцом из 10 внешних фортов. К маю 1854 года внутри цитадели находилось 12 тысяч человек, а снаружи находилась ещё одна армия сравнимой численности под командованием Омер-паши.
24 марта (5 апреля) 1854 года к Силистрии прибыл авангард русской армии под руководством инженер-генерала К. А. Шильдера и приступил к строительству осадных сооружений. На должность траншей-майора был назначен полковник Э. И. Тотлебен. Вместе с тем осаждающие не смогли полностью окружить крепость Силистрия, и в результате турецкие войска обеспечили снабжение и усиление гарнизона. 22 апреля 1854 года генерал-фельдмаршал граф И. Ф. Паскевич прибыл на Дунайский театр войны и принял на себя руководство осадой.
К маю 1854 года к турецкой армии прибыло подкрепление, которое увеличило численность войск внутри цитадели до 18 тысяч человек. 16 (28) мая русскими была предпринята атака ключевого хорошо укреплённого форта Араб-Табия. Однако командовавший наступлением генерал Дмитрий Сельван был смертельно ранен, уже когда находился на валу укрепления. Наступающие силы не получили поддержки, и им было приказано отступить. По различным данным, потери атакующих в общей сложности составили 700 или 933 человека. Официальные прокламации Османской империи сообщали, что потери турок составили 189 солдат. Среди погибших был и командир турецкого гарнизона Муса Хулуси Паша.
28 мая (9 июня) генерал-фельдмаршал И. Ф. Паскевич был контужен, командование осадой принял князь генерал-адъютант М. Д Горчаков. 11 (23) июня, получив тяжёлое ранение, скончался инженер-генерал К. А. Шильдер.
7 (19) июня под руководством Э. И. Тотлебена удалось произвести взрыв всего фронта укрепления Араб-Табия. На 8 (20) июня была запланирована следующая атака форта, которая в случае успеха открыла бы путь для нападения на главную цитадель. Но 9 (21) июня в 2 часа ночи, всего за 2 часа до начала штурма, генерал-адъютант М. Д. Горчаков получил от генерала-фельдмаршала И. Ф. Паскевича приказ снять осаду и вернуться на позиции к северу от Дуная. К 12 (24) июня приказ был выполнен.
Общие потери турецких войск неизвестны. Омер-паша в письме французскому маршалу Сент-Арно сообщал о 1500 убитых и раненых в турецком гарнизоне. Британская военная пресса сообщила, что русские войска потеряли до 10 тысяч солдат. По русским сведениям потери осаждавших убитыми и ранеными составили 6 генералов, 79 офицеров и 2122 рядовых и унтер-офицеров.

## Последствия
Приказ об отступлении был вызван дипломатическим давлением и угрозой военных действий со стороны Австрийской империи, которую всё больше беспокоили намерения Российской империи в этом регионе. Провал осады привёл к тому, что к сентябрю 1854 года русские войска покинули Придунайские княжества.